# Obi (artes marciais)

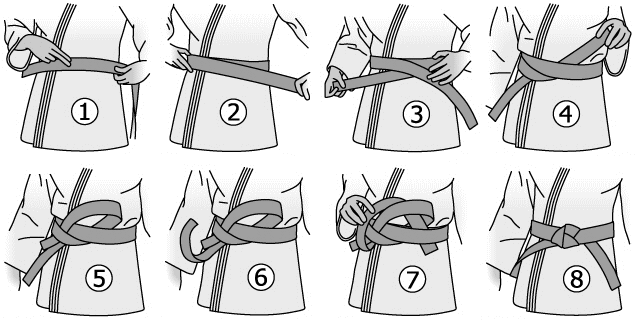
A forma de atar o obi usado no aikidô, jiu-jítsu, judô e caratê, dentre outras artes marciais.

Obi (帯) é a faixa de tecido resistente que os praticantes de artes marciais usam na cintura para indicar sua graduação. O sistema foi desenvolvido pelo criador do judô, mestre Jigoro Kano. Depois do judô, foi adaptado para o caratê e, eventualmente, para todas as outras modalidades de luta japonesas.

## História
Pela cultura japonesa, as roupas usadas eram seguradas por uma faixa. E os samurais usavam quando não em traje de guerra, para guardar as espadas e as bainhas, objetos esses que por seu código de honra eram obrigados a portarem sempre.
Nas artes marciais japonesas foi por Jigoro Kano introduzido um modelo, quando sistematizou o judô e, depois, por sugestão dada ao Sensei Gichin Funakoshi, quando este estava divulgando o caratê no resto do arquipélago japonês.
No caratê, assim como no judô, a faixa além de segurar a roupa tem significado importante, de diferenciar o nível de conhecimento de cada um. Mas com o passar dos tempos aquela arte começou a se ramificar, criando vários estilos. Assim as sequências das cores foram adotadas por cada estilo, mas a graduação é a mesma, que são denominadas por KYU.
O kyu se inicia com o 10º até chegar ao 1º, é como se o individuo estivesse no 10º subsolo e quando for melhorando o seu conhecimento ele se aproxima do térreo. Chegando à faixa preta é quando ele sai do subsolo e começa a subir os andares, assim a graduação da faixa preta (denominada DAN) é o oposto das outras faixas, começa com o 1º dan até o 10º. Dizem que quando o individuo atinge a faixa preta ele sai do subsolo assim ele tem uma visão da paisagem do Karate e quanto mais subir maior a visão.
A faixa era apenas para segurar a roupa, no carate é usado uma faixa de mais ou menos 3 metros de comprimento, porque é necessário se dar duas voltas, onde a primeira volta simboliza o espírito e a segunda o corpo e antes de se dar o nó final se une as duas voltas e devem se deixar as pontas alinhadas simbolizando o equilíbrio.

## Aiquidô
Assim como as demais artes marciais do Japão, o aiquidô incorporou o sistema das faixas coloridas, para a diferenciação de seus praticantes.
| 6º kyu branca | 5º kyu amarela | 4º kyu roxa | 3º kyu verde | 2º kyu azul | 1º kyu marrom | 1 º - 10 º dans preta |

## Caratê

### Kyokushin
Sosai Oyama incorporou ao seu caratê um sistema de faixas que diferia dos estilos que ele dominava (Shotokan e Goju-ryu), dando uma significação para cada cor de faixa (o branco significa a pureza, laranja simboliza estabilidade por remeter a terra, etc). Para cada cor de faixa, fora branca e laranja, há outra com a mesma cor mas com listras na ponta de cor da faixa seguinte, que indicam desempenho, participação e conhecimento excepcional do aluno (exceto pela marrom, em que se deve passar por ambas)
| 10º kyu branca | 9º kyu laranja | 8º kyu azul | 7º kyu azul listra amarela | 6º kyu amarela | 5º kyu amarela listra verde | 4º kyu verde | 3º kyu verde listra marrom | 2º kyu marrom | 1º kyu marrom listra preta | 1 º - 10 º dans preta |

### Shotokan
Quando Sensei Gishin Funakoshi idealizou o esquema cromático que identificam a graduação dos caratecas levou em conta os conceitos do Tao, daí ele que as cores não significariam somente grau mas um estado de espírito a ser alcançado. Todavia, diferentemente do que sucede hodiernamente, as faixas não eram de cores inteiriças mas tinham duas listras vermelhas ao longo de todo o comprimento. [carece de fontes?]
O padrão inicial ia da faixa branca à preta, com o branco significando a pureza/ingenuidade do iniciante e o preto, a consciência de que pouco sabe, que deve estudar sempre não parar de se aperfeiçoar. E a cada estágio o praticante deve ter a consciência que alcançou algo, mas não se deve esquecer das etapas anteriores é, por isso, por exemplo, que a faixa laranja vem depois das amarela e vermelha; a cor laranja é resultado da mistura das cores amarela e vermelha: o carateca deve construir seu conhecimento com base nos conhecimentos prévios.
| 7º kyu branca | 6º kyu amarela | 5º kyu vermelha | 4º kyu laranja | 3º kyu verde | 2º kyu roxa | 1º kyu marrom | 1 º - 10 º dans preta |

## Personalidades Faixas Pretas
Algumas celebridades pelo mundo, como cantores, atores, músicos, políticos, entre outros, mas que nunca se destacaram como atletas profissionais, ou se destacaram em outros esportes, são, nas suas vidas privadas, praticantes de artes marciais. Algumas dessas personalidades já chegaram a faixa preta de vários esportes. Veja algumas:

### Judô
| No. | Nome                          | País           | Ocupação         | Curiosidade |
| --- | ----------------------------- | -------------- | ---------------- | --- |
| 1   | Vladimir Putin                | Rússia         | Político         | Um dos mais famosos políticos russo, é 8º Dan de Karatê Kyokushin, e é presidente de honra da Federação Internacional de Judô e 8º Dan de Judô                                  |
| 2   | Osama Bin Laden               | Arábia Saudita | Terrorista       | Fundador da al-Qaeda, integrou a seleção saudita de Judô de 1981 a 1991 |
| 3   | Príncipe Alberto II de Mônaco | Mónaco         | Monarca          | Príncipe herdeiro do trono de Mônaco, é faixa Preta de Judô |
| 4   | Chuck Norris                  | Estados Unidos | Ator             | Um dos mais famosos atores do mundo |
| 5   | José Loreto                   | Brasil         | Ator             | Famoso por novelas brasileiras |
| 6   | Marcelo Madureira             | Brasil         | Comediante       | Famoso pelo humorístico Casseta & Planeta. |
| 7   | Angela Merkel                 | Alemanha       | Política         | Primeira-ministra alemã |
| 8   | Ronda Rousey                  | Estados Unidos | Atriz e Lutadora | Antes de se tornar atriz, e antes mesmo de ser campeã do UFC, Ronda Rousey era judoca profissional, sendo a primeira americana a ganhar medalha de bronze em Olimpíadas no Judô |
| 9   | Flávio Canto                  | Brasil         | Apresentador     | Antes de se tornar apresentador, Flávio foi judoca profissional, chegando a ganhar medalha de bronze em Olimpíadas no Judô                                                      |
| 10  | Aurélio Miguel                | Brasil         | Político         | Antes de se tornar político, Aurélio foi campeão Olímpico de Judô |
| 11  | João Derly                    | Brasil         | Político         | Antes de se tornar político, João Derly foi bicampeão mundial de Judô |

### Aikidô
| No. | Nome          | País           | Ocupação | Curiosidade                                                                                               |
| --- | ------------- | -------------- | -------- | --- |
| 1   | Steven Seagal | Estados Unidos | Ator     | Um dos mais famosos atores do mundo, chegou a ser treinador do lutador profissional de MMA Anderson Silva |
| 2   | Joan Baez     | Estados Unidos | Cantora  | Uma das mais famosas cantoras norte-americana                                                             |

### Taekwondo
| No. | Nome               | País                   | Ocupação              | Curiosidade |
| --- | ------------------ | ---------------------- | --------------------- | --- |
| 1   | Chuck Norris       | Estados Unidos         | Ator                  | Um dos mais famosos atores do mundo, é faixa preta de vários esportes, mas destaca-se principalmente pelo Taekwondo |
| 2   | David Beckham      | Inglaterra             | Jogador de Futebol    | Um dos maiores jogadores de futebol de todos os tempos                                                              |
| 3   | Robert Rey         | Brasil/ Estados Unidos | Cirurgião Plástico    | Doctor Rey, como ficou conhecido, é famoso por suas cirurgias plásticas                                             |
| 4   | Zlatan Ibrahimović | Suécia                 | Jogador de futebol    | Um dos maiores jogadores de futebol de todos os tempos                                                              |
| 5   | Anderson Silva     | Brasil                 | Lutador de MMA e Ator | Um dos maiores lutadores de MMA de todos os tempos, O "Spider" é faixa preta de Taekwondo                           |
| 6   | Willie Nelson      | Estados Unidos         | Cantor                | Cantor norte-americano                                                                                              |

### Brazilian Jiu-Jitsu
| No. | Nome             | País           | Ocupação              | Curiosidade                                                                                   |
| --- | ---------------- | -------------- | --------------------- | --------------------------------------------------------------------------------------------- |
| 1   | Chuck Norris     | Estados Unidos | Ator                  | Um dos mais famosos atores do mundo                                                           |
| 2   | Cauã Reymond     | Brasil         | Ator                  | Famoso por novelas brasileiras                                                                |
| 3   | Paulo Zulu       | Brasil         | Modelo e Ator         | Famoso por seus trabalhos na televisão brasileira                                             |
| 4   | Luciano Szafir   | Brasil         | Ator                  | Famoso por seus trabalhos na televisão brasileira                                             |
| 5   | Raul Gazola      | Brasil         | Ator                  | Famoso por seus trabalhos na televisão brasileira, foi campeão Mundial de Jiu-Jitsu no Sênior |
| 6   | Cláudio Heinrich | Brasil         | Ator                  | Famoso por seus trabalhos na televisão brasileira                                             |
| 7   | Maurício Mattar  | Brasil         | Ator                  | Famoso por seus trabalhos na televisão brasileira                                             |
| 8   | Ed O'Neill       | Estados Unidos | Ator                  | Famoso Ator norte-americano                                                                   |
| 9   | Anderson Silva   | Brasil         | Lutador de MMA e Ator | Um dos maiores lutadores de MMA de todos os tempos, O "Spider" é faixa preta de Jiu-Jitsu     |